# Deeper and Deeper
"Deeper and Deeper" là một bài hát của nghệ sĩ thu âm người Mỹ Madonna nằm trong album phòng thu thứ năm của cô, Erotica (1992). Nó được phát hành như là đĩa đơn thứ hai trích từ album vào ngày 17 tháng 11 năm 1992 bởi Maverick Records cũng như Sire Records và Warner Bros. Records. Bài hát được viết lời và sản xuất bởi Madonna và Shep Pettibone, với sự tham gia hỗ trợ viết lời từ Anthony Shmikin. Một phiên bản rút gọn của nó cũng xuất hiện trong album tuyệt phẩm thứ hai của Madonna, GHV2 (2001). Đây là một bản dance-pop kết hợp với những yếu tố từ deep house, và sử dụng nhiều loại nhạc cụ như đàn acoustic và nhịp castanet trong phần chuyển tiếp ở cuối bài hát. Về mặt nội dung, nó đề cập đến những ham muốn tình dục, mặc dù nhiều lập luận cho rằng nó thực sự nói về mối quan hệ đồng tính của một chàng trai trẻ.
Sau khi phát hành, "Deeper and Deeper" nhận được những phản ứng tích cực từ các nhà phê bình âm nhạc, trong đó họ đánh giá cao chất dance mới lạ của nó và gọi đây là một những bài hát mang hơi hướng disco mạnh mẽ nhất của Madonna. Nó cũng gặt hái những thành công đáng kể về mặt thương mại, đứng đầu bảng xếp hạng ở Ý và lọt vào top 10 ở một số quốc gia như Bỉ, Canada, Đan Mạch, Phần Lan, Ireland, New Zealand và Vương quốc Anh. Tại Hoa Kỳ, bài hát đạt vị trí thứ bảy trên bảng xếp hạng Billboard Hot 100, trở thành đĩa đơn thứ 25 của Madonna và cũng là cuối cùng từ Erotica lọt vào top 10 tại đây.
Video ca nhạc cho "Deeper and Deeper" được đạo diễn bởi Bobby Woods, trong đó Madonna hóa thân thành một nhân vật dựa trên Edie Sedgwick và vui vẻ ở một câu lạc bộ với những người bạn và bạn trai của cô. Ngoài ra, video còn thể hiện sự tôn kính với những tác phẩm từ nghệ sĩ người Mỹ Andy Warhol và đạo diễn người Ý Luchino Visconti. Madonna đã trình diễn nó ở ba chuyến lưu diễn thế giới trong sự nghiệp của cô, bao gồm The Girlie Show World Tour (1993), Re-Invention World Tour (2004) và gần nhất là tại Rebel Heart Tour (2015-2016). Ngoài ra, "Deeper and Deeper" cũng được hát lại bởi một số nghệ sĩ.

## Danh sách bài hát
| - Đĩa CD tại Hoa Kỳ / Đĩa CD 3" tại Nhật / Đĩa 7" 1. "Deeper and Deeper" (album chỉnh sửa) – 4:54 2. "Deeper and Deeper" (không lời) – 5:31 - Đĩa CD tại Úc và châu Âu 1. "Deeper and Deeper" (album chỉnh sửa) – 4:54 2. "Deeper and Deeper" (Shep's Deep Makeover Mix) – 9:09 3. "Deeper and Deeper" (David's Klub Mix) – 7:40 4. "Deeper and Deeper" (Shep's Classic 12") – 7:27 5. "Deeper and Deeper" (Shep's Fierce Deeper Dub) – 6:01 6. "Deeper and Deeper" (Shep's Deep Beats) – 2:57 - Đĩa 12" và cassette maxi tại Hoa Kỳ / Đĩa hình 12" tại Vương quốc Anh / Đĩa 12" maxi tại Đức 1. "Deeper and Deeper" (Shep's Classic 12") – 7:25 2. "Deeper and Deeper" (Shep's Deep Makeover Mix) – 9:06 3. "Deeper and Deeper" (Shep's Deep Beats) – 2:57 4. "Deeper and Deeper" (David's Klub Mix) – 7:38 5. "Deeper and Deeper" (David's Love Dub) – 5:35 6. "Deeper and Deeper" (Shep's Deeper Dub) – 6:08 | - Đĩa CD maxi tại Hoa Kỳ 1. "Deeper and Deeper" (album chỉnh sửa) – 4:54 2. "Deeper and Deeper" (Shep's Deep Makeover Mix) – 9:09 3. "Deeper and Deeper" (David's Klub Mix) – 7:40 4. "Deeper and Deeper" (Shep's Classic 12") – 7:27 5. "Deeper and Deeper" (Shep's Fierce Deeper Dub) – 6:01 6. "Deeper and Deeper" (David's Love Dub) – 5:39 7. "Deeper and Deeper" (Shep's Deep Beats) – 2:58 - Đĩa CD tại Nhật / EP 1. "Deeper and Deeper" (Shep's Deep Makeover Mix) – 9:06 2. "Deeper and Deeper" (David's Klub Mix) – 7:38 3. "Deeper and Deeper" (Shep's Classic 12") – 7:25 4. "Deeper and Deeper" (Shep's Fierce Deeper Dub) – 5:58 5. "Deeper and Deeper" (David's Love Dub) – 5:37 6. "Deeper and Deeper" (Shep's Deep Beats) – 2:57 7. "Bad Girl" (bản phối mở rộng) – 6:29 8. "Erotica" (Kenlou B-Boy không lời) – 5:54 9. "Erotica" (Underground Tribal Beats) – 3:30 10. "Erotica" (William Orbit Dub) – 4:53 11. "Erotica" (House không lời) – 4:49 12. "Erotica" (Bass Hit Dub) – 4:47 |

## Xếp hạng
| Bảng xếp hạng (1992-93)             | Vị trí cao nhất |
| ----------------------------------- | --------------- |
| Úc (ARIA)                           | 11              |
| Áo (Ö3 Austria Top 40)              | 30              |
| Bỉ (Ultratop 50 Flanders)           | 10              |
| Canada (The Record)                 | 1               |
| Canada (RPM)                        | 2               |
| Canada Dance/Urban (RPM)            | 1               |
| Đan Mạch (Tracklisten)              | 8               |
| Châu Âu (European Hot 100 Singles)  | 9               |
| Phần Lan (Suomen virallinen lista)  | 4               |
| Pháp (SNEP)                         | 17              |
| Đức (Official German Charts)        | 26              |
| Ireland (IRMA)                      | 7               |
| Ý (FIMI)                            | 1               |
| Hà Lan (Dutch Top 40)               | 17              |
| Hà Lan (Single Top 100)             | 20              |
| New Zealand (Recorded Music NZ)     | 9               |
| Tây Ban Nha (AFYVE)                 | 12              |
| Thụy Điển (Sverigetopplistan)       | 22              |
| Thụy Sĩ (Schweizer Hitparade)       | 23              |
| Anh Quốc (OCC)                      | 6               |
| Hoa Kỳ Billboard Hot 100            | 7               |
| Hoa Kỳ Dance Club Songs (Billboard) | 1               |
| Hoa Kỳ Pop Airplay (Billboard)      | 2               |
| Hoa Kỳ Rhythmic (Billboard)         | 14              |

| Bảng xếp hạng (1992)                 | Vị trí |
| ------------------------------------ | ------ |
| Netherlands (Dutch Top 40)           | 271    |
| UK Singles (Official Charts Company) | 96     |
| Bảng xếp hạng (1993)                 | Vị trí |
| Belgium (Ultratop 50 Flanders)       | 95     |
| Canada (RPM)                         | 34     |
| Canada Dance/Urban (RPM)             | 31     |
| Italy (FIMI)                         | 44     |
| Japan (Tokyo Hot 100)                | 37     |
| Netherlands (Dutch Top 40)           | 158    |
| US Billboard Hot 100                 | 66     |
| US Hot Dance Club Songs (Billboard)  | 17     |

## Chứng nhận
| Quốc gia                                                                           | Chứng nhận | Số đơn vị/doanh số chứng nhận |
| ---------------------------------------------------------------------------------- | ---------- | ----------------------------- |
| Úc (ARIA)                                                                          | Vàng       | 35.000^                       |
| * Chứng nhận dựa theo doanh số tiêu thụ. ^ Chứng nhận dựa theo doanh số nhập hàng. |            |                               |